# Segon Eixample de Pamplona

Ubicació del Segon Eixample de Pamplona

Plànol del Segon Eixample de Pamplona.

El Segon Eixample (en euskera Bigarren Zabalgunea) és el barri del centre de la ciutat de Pamplona, capital de la Comunitat Foral de Navarra. Limita al nord amb el Nucli Antic, a l'est amb Egüés, a l'oest amb el Primer Eixample i Ciudadela i al sud amb Milagrosa i Lezkairu.

## Història
Els militars en considerar que Pamplona seguia sent una “plaça forta”, mantenien la ciutat tancada en les muralles i la impossibilitat d'edificar als voltants per ser “zones polèmiques”, és a dir per ser proper a un lloc d'interès militar. Aquest problema ja havia ocorregut amb la realització del Primer Eixample de Pamplona, a l'interior de les muralles, però en relació amb la zona polèmica dels baluards de la Ciutadella que controlaven la ciutat. En aquesta ocasió els militars van cedir a l'ampliació de la ciutat i, per tant, l'enderrocament parcial de les muralles quan van comprovar que els nous sistemes de guerra emprats en la Primera Guerra Mundial, en què es podia bombardejar les ciutats amb l'aviació, no servien, demostrant que el sistema defensiu del segle XX hauria de ser un altre.
En qualsevol cas les negociacions amb els militars van ser llargues, perquè el 1901 en una Real Ordre ja s'establia l'enderrocament de les muralles del sud de la ciutat i la posterior urbanització. Els debats van durar anys amb exigències monetàries importants. L'enderrocament de les muralles de la banda sud es van iniciar el 25 de juliol de 1915. A la vigília l'alcalde Alfonso Gaztelu cridava a celebrar-ho:
| «                 | Pamplonesos: El dia de demà cauran les muralles d'aquesta ciutat, esdeveniment que tant heu desitjat, perquè d'ell depenia l'engrandiment de la nostra població. | » |
| — Alfonso Gaztelu | |   |

L'Ajuntament va encarregar diversos projectes d'eixample preveient l'enderrocament del llenç sud de la muralla. En 1909 l'arquitecte municipal Julián Arteaga va realitzar el primer projecte en el qual abastava tot l'altiplà en una malla octogonal, de forma perpendicular a la carretera de França, avui avinguda de la Baja Navarra, deixant dos espais enjardinats, un al principi i un altre al final. Deixava la plaça del Castillo tancada i la plaça de toros on estava (on està avui el teatre Gayarre i l'inici de l'avinguda de Carlos III). Aquest plantejament no va ser acceptat perquè no es lligava amb la trama medieval del Nucli Antic de Pamplona.
Finalment el nou barri tindria un traçat ordenat de forma reticular dissenyat en 1916 pel també arquitecte municipal Serapio Esparza, amb illes quadrades amb un pati interior. És un hereu tardà dels eixamples del segle xix, especialment l'Eixample de Barcelona. Seguia, per tant, el mateix plantejament de malla octogonal amb dos eixos principals, les actuals avingudes de Baja Navarra i Carlos III, orientant les quadrícules de carrers en la direcció de les del Casc Vell. En aquesta orientació es prevalia la ventilació i il·luminació natural dels habitatges. En aquesta proposta la plaça del Castillo s'obria a Carlos III, traslladant el teatre Gayarre, i així mateix, traslladava la plaça de toros. La polèmica de construir una nova plaça de toros es va acabar quan la vella es va incendiar el 12 d'agost de 1921, segons les cròniques de forma intencionada, encara que no es va demostrar.
No obstant això fins a l'11 de maig de 1920 no es va autoritzar mitjançant una Real Ordre l'expropiació dels terrenys i el 29 de novembre d'aquest any es va poder posar la primera pedra en l'actual Bajada del Labrit.
Una part important dels edificis llavors realitzats van ser posteriorment derrocats al llarg del segle xx, amb la construcció d'uns altres de més moderns.

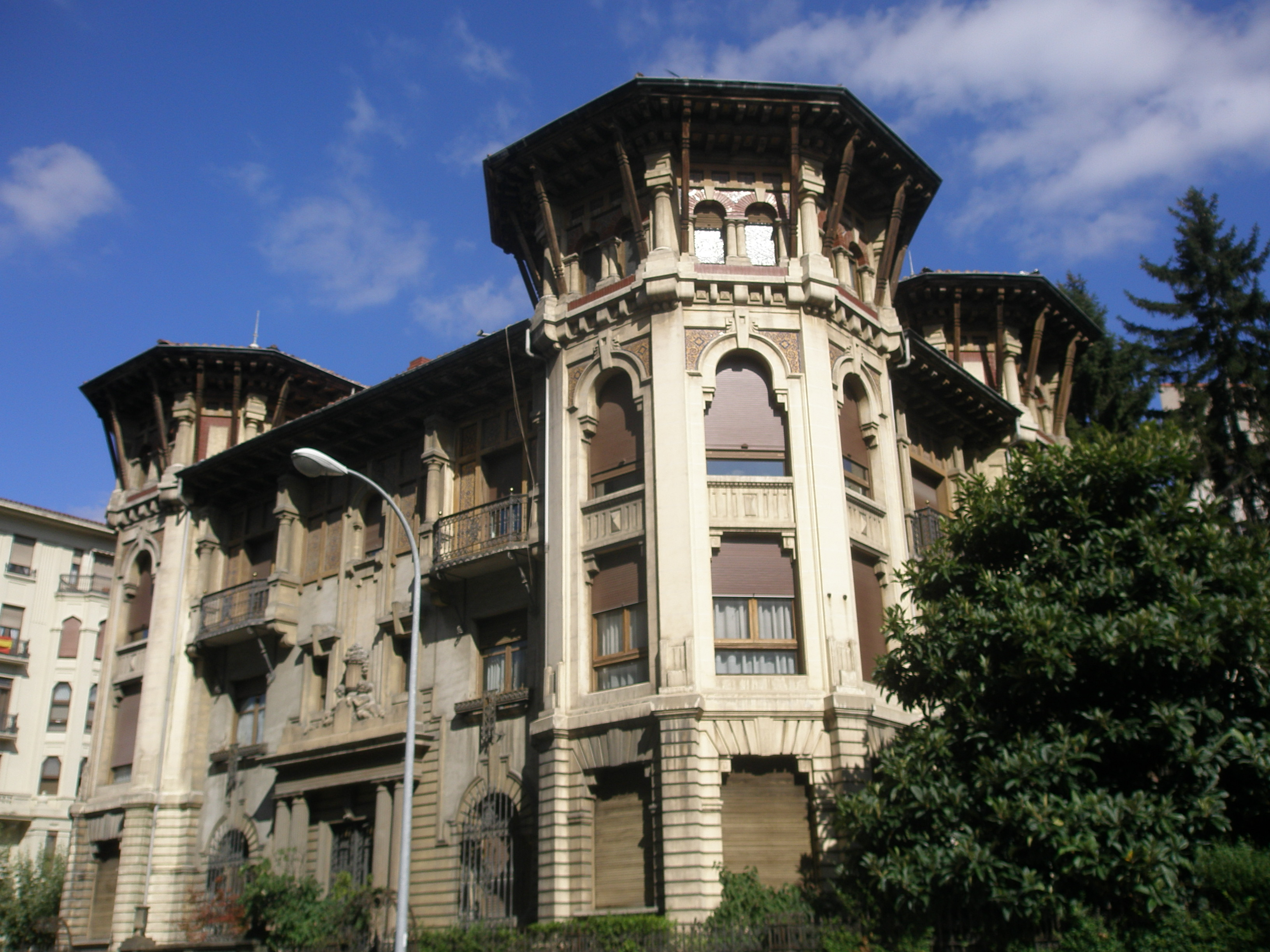
Palauet de diversos habitatges al Segon Eixample. Obra de Víctor Eusa. 1924.

La via que travessava tot l'eixample de nord a sud se la va denominar el 1923 "Gran Via de Carles III el Noble", amb la intenció de tenir una "Gran Via" com les ciutats importants del moment. Aquest nom no va ser ben acollit per la ciutadania, que al final va imposar el nom de "Avinguda de Carlos III el Noble" que en l'actualitat és per als vianants. En tot cas en record al rei que va unificar Pamplona amb la promulgació del Privilegi de la Unió de 1423. En aquest emblemàtic carrer s'instal·laria l'alta burgesia de la ciutat i importants entitats. Al final d'aquesta avinguda en els anys quaranta es va construir el Monument als Caiguts, en homenatge als navarresos morts en la Guerra Civil Espanyola en el bàndol Franquísta i al davant el 1952 s'hi va construir una plaça que es va dedicar a Tomás Domínguez Arévalo, Comte de Rodezno. Tot aquest conjunt, avui dia, és molt polèmic quant a la seva possible reconversió o enderrocament.
L'altra avinguda del Segon Eixample que creua a l'anterior és l'actual "Avinguda de la Baixa Navarra", que en el seu nom s'ha reflectit la història de Navarra en aquest últim segle. Inicialment, en 1923 com a "Avinguda de França", per ser la sortida cap a aquella frontera. En 1927 se li va dedicar a "Alfons XIII" que acabava de ser coronat. En 1931 es va substituir per "Galán i García Hernández" que es van revoltar a Jaca per la República. En 1937 en plena Guerra Civil Espanyola es va canviar per la de "General Franco". Finalment en 1979 durant la transició es va canviar a l'actual. Això també va ocórrer amb altres places i carrers d'aquest barri.
La construcció es va dur a terme en dues fases. En ambdues es van alternar edificis de diverses plantes amb uns altres de baixa altura. Aquests petits edificis amb forma de xalet van quedar atrapats quan en les pomes es reedificaren blocs moderns d'habitatges. Encara persisteixen en la Colonia Argaray aquest tipus d'habitatges de baixa altura.

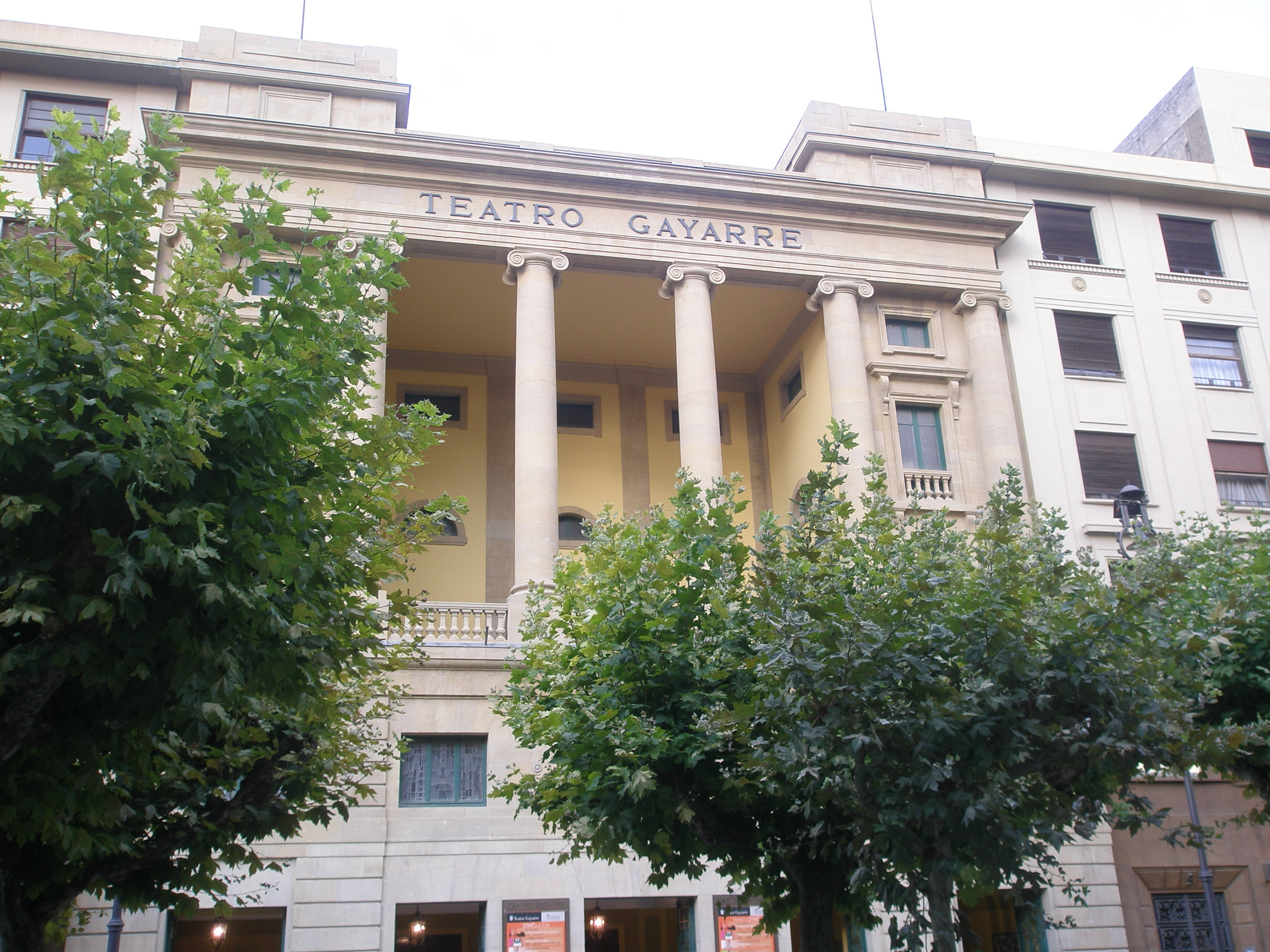
El teatre Gayarre.

## Edificis i llocs significatius
- Palau de Navarra o Palau de la Diputació. Projectat per José Nagusia construït entre 1840 i 1851. La façana principal és la que dona al Passeig Sarasate. La nova façana que dona a l'Avinguda de Carlos III es construí amb posterioritat, a partir de 1931, un cop que la Plaça del Castillo es decidí obrir-la cap al Segon Eixample.
- Parc de la Media Luna realitzat per Víctor Eusa en 1932 es va condicionar per primera vegada i es va urbanitzar definitivament en 1937, realitzat en un dels baluards, el de San Bartolomé.
- Teatre Gayarre Abans, quan era anomenat Teatre Principal (des de meitats del segle XIX) estava tancant la Plaça del Castillo, entre Diputació Foral i el Crèdit Navarrès, però la ciutat, amb l'Eixample va voler obrir-se, i en 1931, es traslladà fins al seu actual emplaçament a Carlos III, perdent en el trasllat, el seu magnífic frontó neoclàssic, que donava personalitat al conjunt. El seu projecte al segle xix, es devia, al fet que la ciutat urgia un teatre en condicions, ja que l'antiga casa de comèdies al carrer Comedias era vella, atrotinada, bruta i inadequada. El nou, es va projectar segons els patrons neoclàssics.
- Colònia Argaray projectada en 1933 per Joaquín Zarranz i Juan de Madariaga.

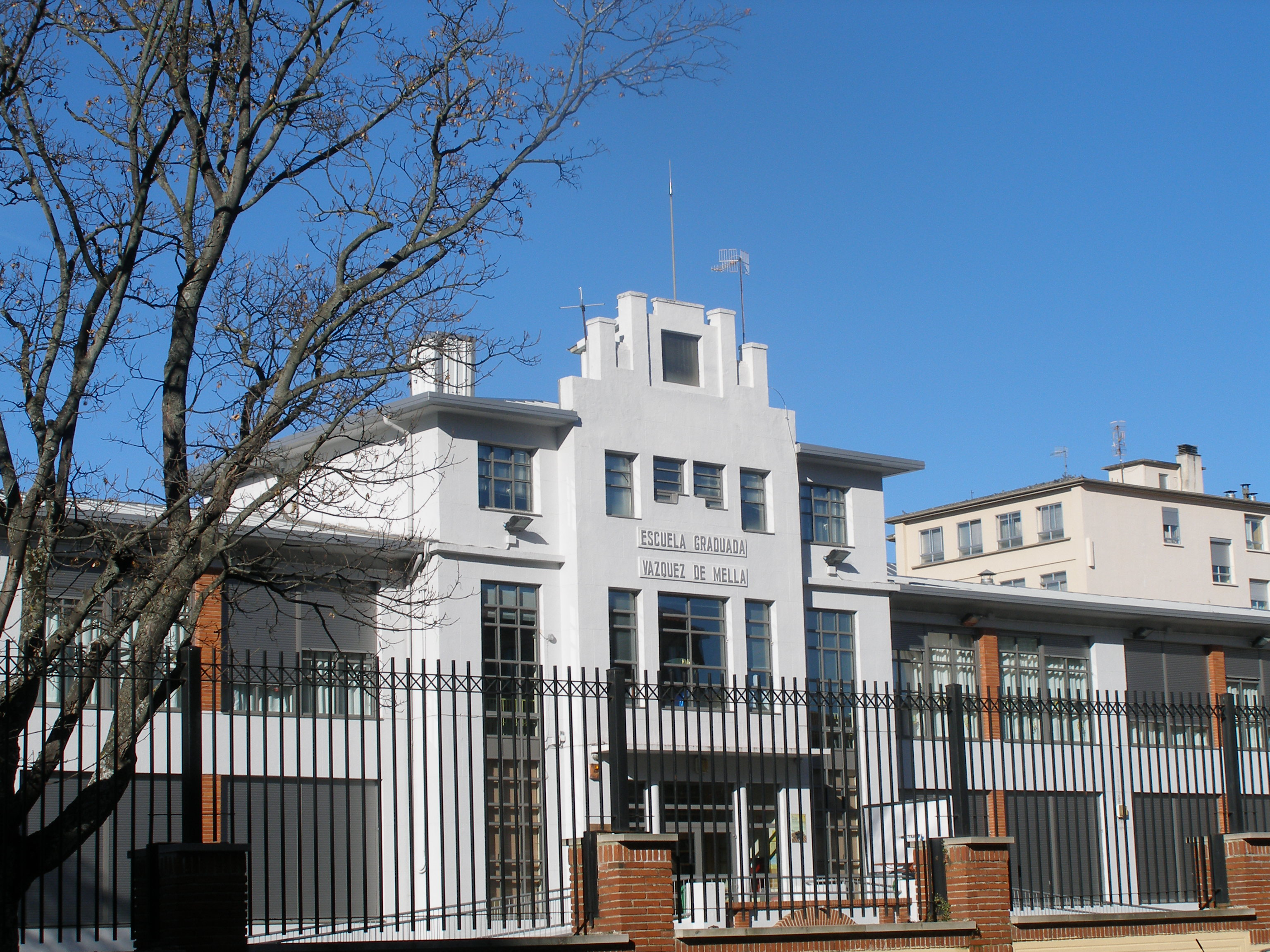
Les escoles Vázquez de Mella de Serapio Esparza en 1934.

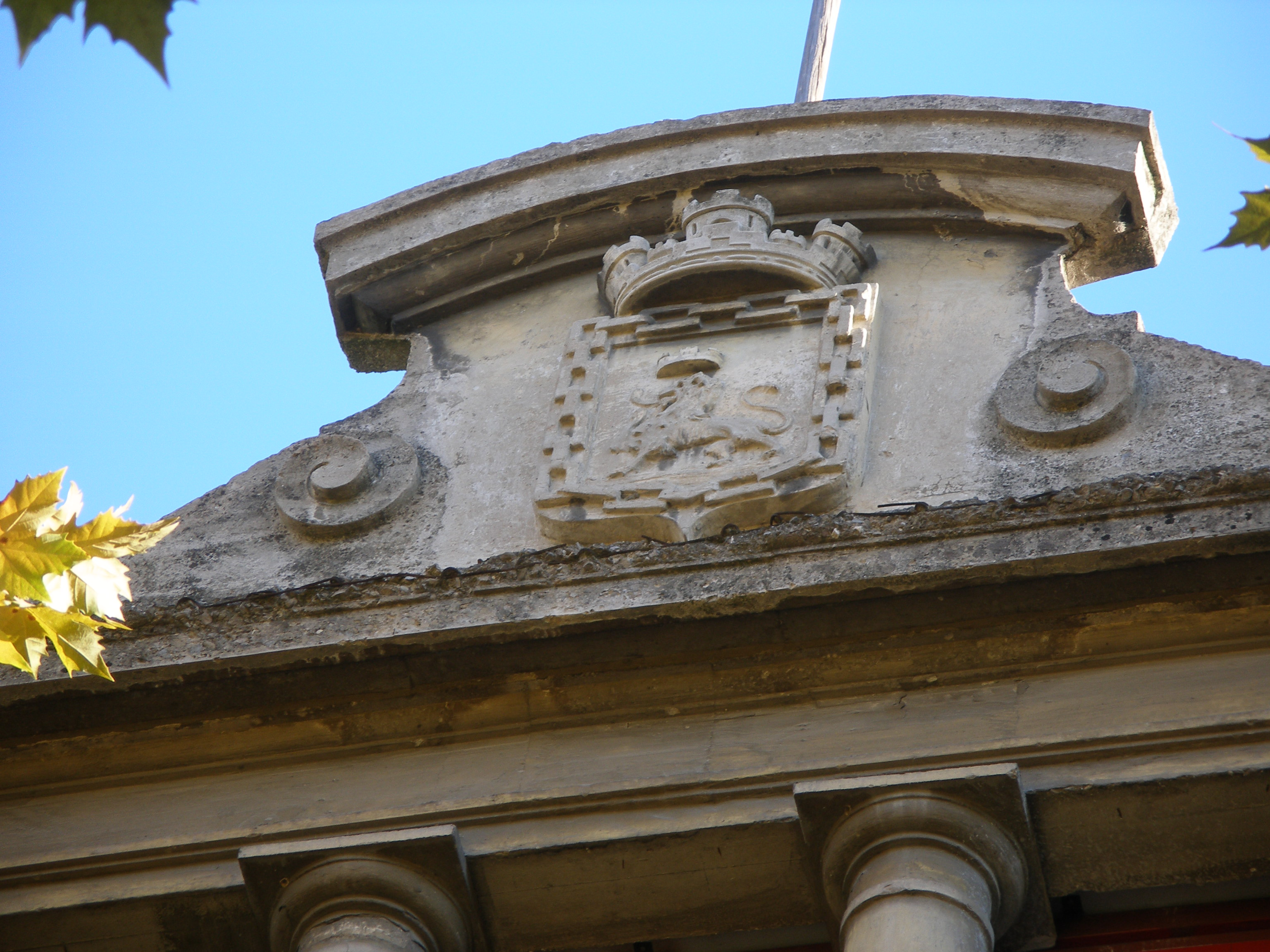
Escut republicà de la ciutat de Pamplona a la plaça de Toros. Observeu la corona mural timbrant l'escut.

- Plaça de Toros Monumental. Realitzada per Francisco Urcola en 1922 i ampliada per Rafael Moneo en 1966. Damunt de la seva entrada principal es troba un escut de Pamplona repúblicà, coronat amb una muralla, que es va mantenir ocult per les branques dels arbres durant l'època franquista.
- Edifici de la Vasco-Navarra de Víctor Eusa en 1924. En 1943 va ser ampliat pel mateix Eusa que va afegir una planta més i va posar una nova rematada, una torrassa d'estil herrerià, menys interessant que el previ.
- Casa Goicoechea al carrer Francisco Bergamin, 1. El seu autor Víctor Eusa, 1924. És un palauet, un dels pocs exemples que queden del seu tipus en aquesta part de la ciutat.
- Banc d'Espanya de José Astiz i José Yarnoz Larrosa, de 1925. De teoria noucentistes, d'emprar un estil clàssic per als edificis institucionals.
- Col·legi San Miguel. De Víctor Eusa en 1926.
- Edifici Plaza Príncep de Viana 3. De Víctor Eusa en 1929.
- Edifici García Castañón. Víctor Eusa. 1930.
- Seminari San Miguel. Víctor Eusa. 1931. Presidit per una imponent creu de formigó i vidre en el centre de la façana principal.

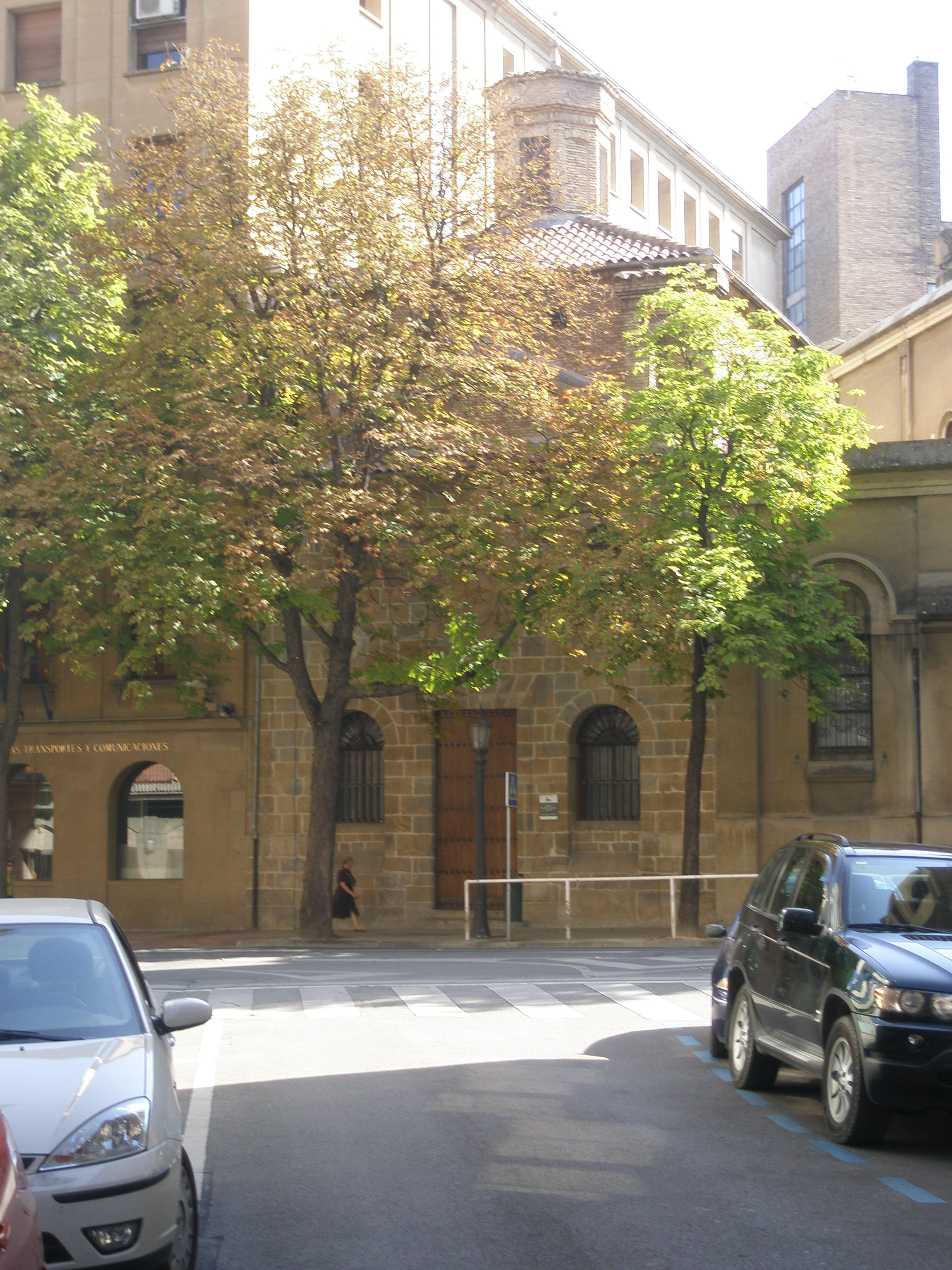
Capella de San Ignacio de Loyola del. Va ser construïda on va caure ferit. Tiratge en la seva major part amb la construcció de l'II Eixample.Solament es conserva la nau central.

- Hisenda Foral. De José Yárnoz i Javier Yárnoz. 1931. Són característics els miradors amb unes vidrieres en els mateixos amb similituds als quadres de Piet Mondrian.
- Edifico d'habitatges Fernández Arenas 4. Una de les obres mestres de Víctor Eusa de 1932. Petit edifici d'habitatges.[2]
- Edifici Sarasate 5. De Joaquín Zarranz, 1934.

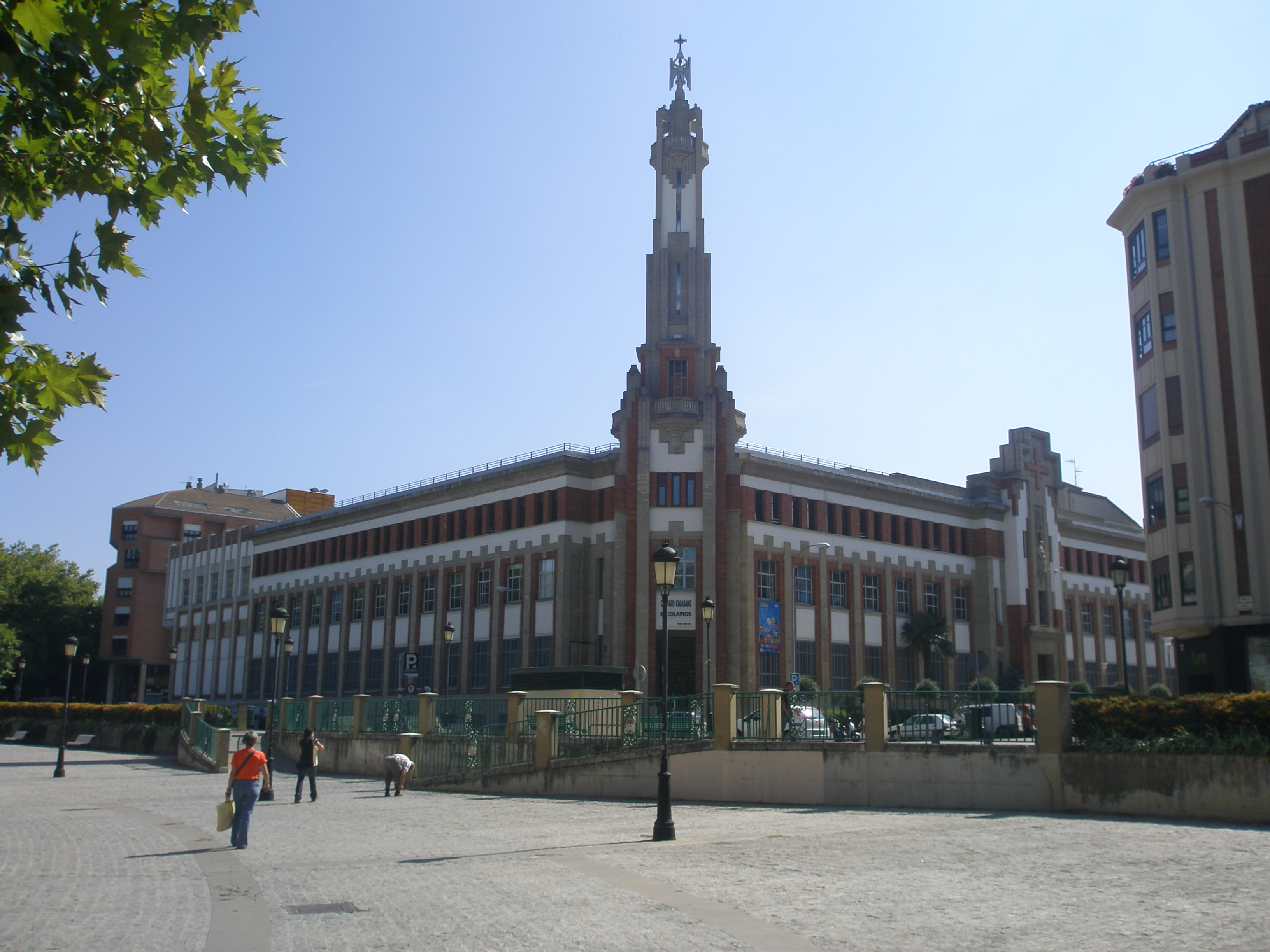
Col·legi dels pares Escolapis, obra de Víctor Eusa.

- Col·legi Vazquez de Mella. De Serapio Esparza, 1934.
- Delegació del Govern De Javier Fernández Golfín, 1934. La façana i coberta de José *Alzugaray en 1941. De totes maneres i a causa de les vicissituds de la Guerra Civil van participar també els arquitectes, Serapio Esparza, Víctor Eusa i Luis Moya.
- Monument als Caiguts.
- Edifici Aurora. Víctor *Eusa, 1950.
- Església San Francisco Javier. Miguel Gortari, 1952.
- Col·legi Santa María La Real. Víctor Eusa, 1955.
- Mancomunitat de Col·legis Sanitaris o Xalet d'Izu. De Ramón Urmeneta, 1955. Reformat en 1986 per Agustín del Pozou per al seu ús com a col·legi sanitari. És un elegant palauet amb decoració luxosa interior amb una àmplia escala central. En la reforma es va mantenir el seu aspecte exterior i es va excavar sota el jardí per realitzar el saló d'actes.
- Edifici Baja Navarra 9. De Javier Guibert i Fernando Redón en 1961. Projectada com a residències d'alt nivell, amb ascensor que arriba a l'interior de cada pis, amb dominància d'àmplies balconades a l'avinguda. La solució de la cantonada aguda mitjançant dos plans perpendiculars als carrers és atrevida i senzilla alhora.
- Habitatges Plazaola 2. De Rafael Moneo, 1968. Un dels seus trets principals és el disseny del portal.

## Galeria fotogràfica

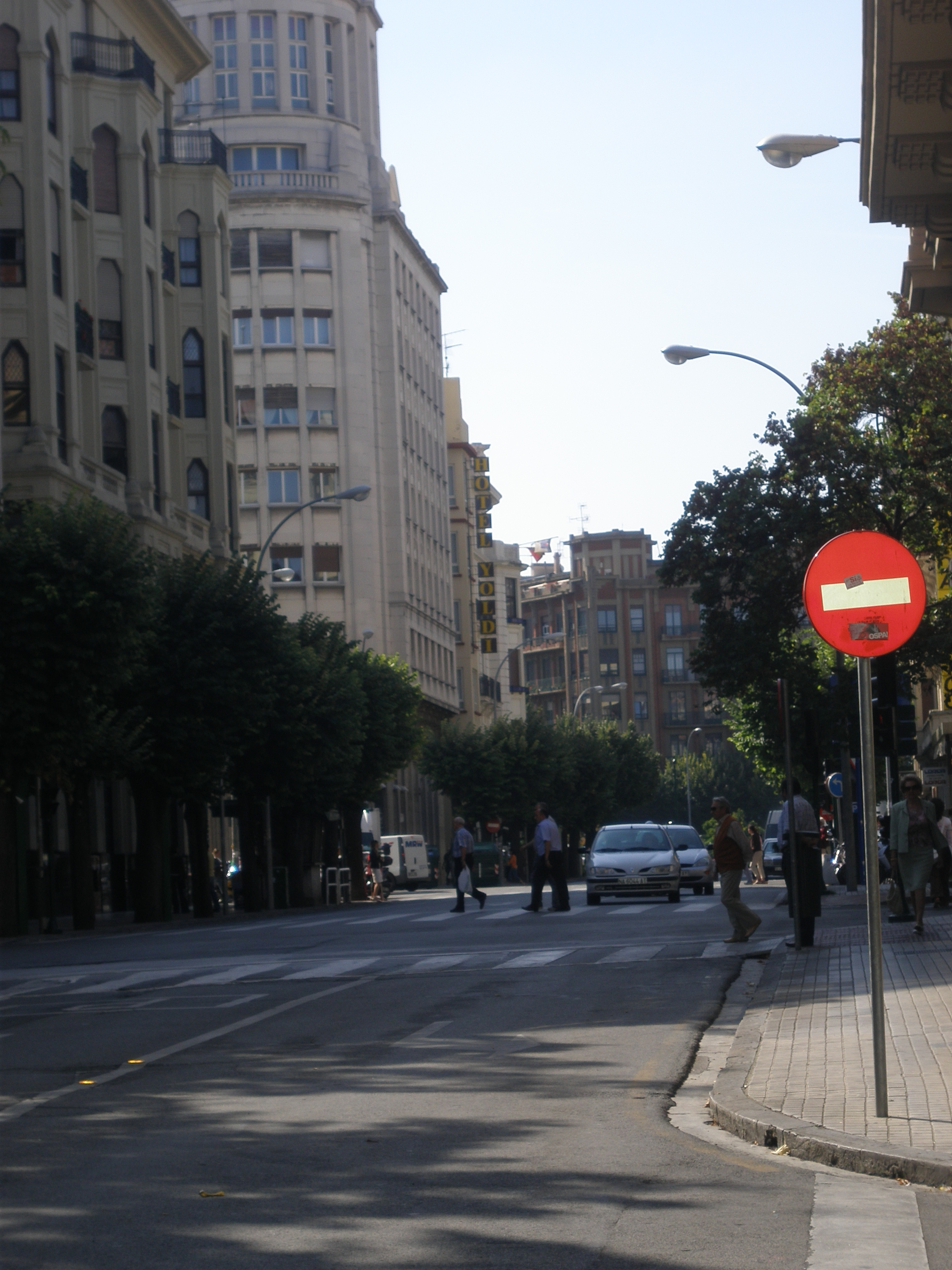
Vista del carrer del II Ensanche
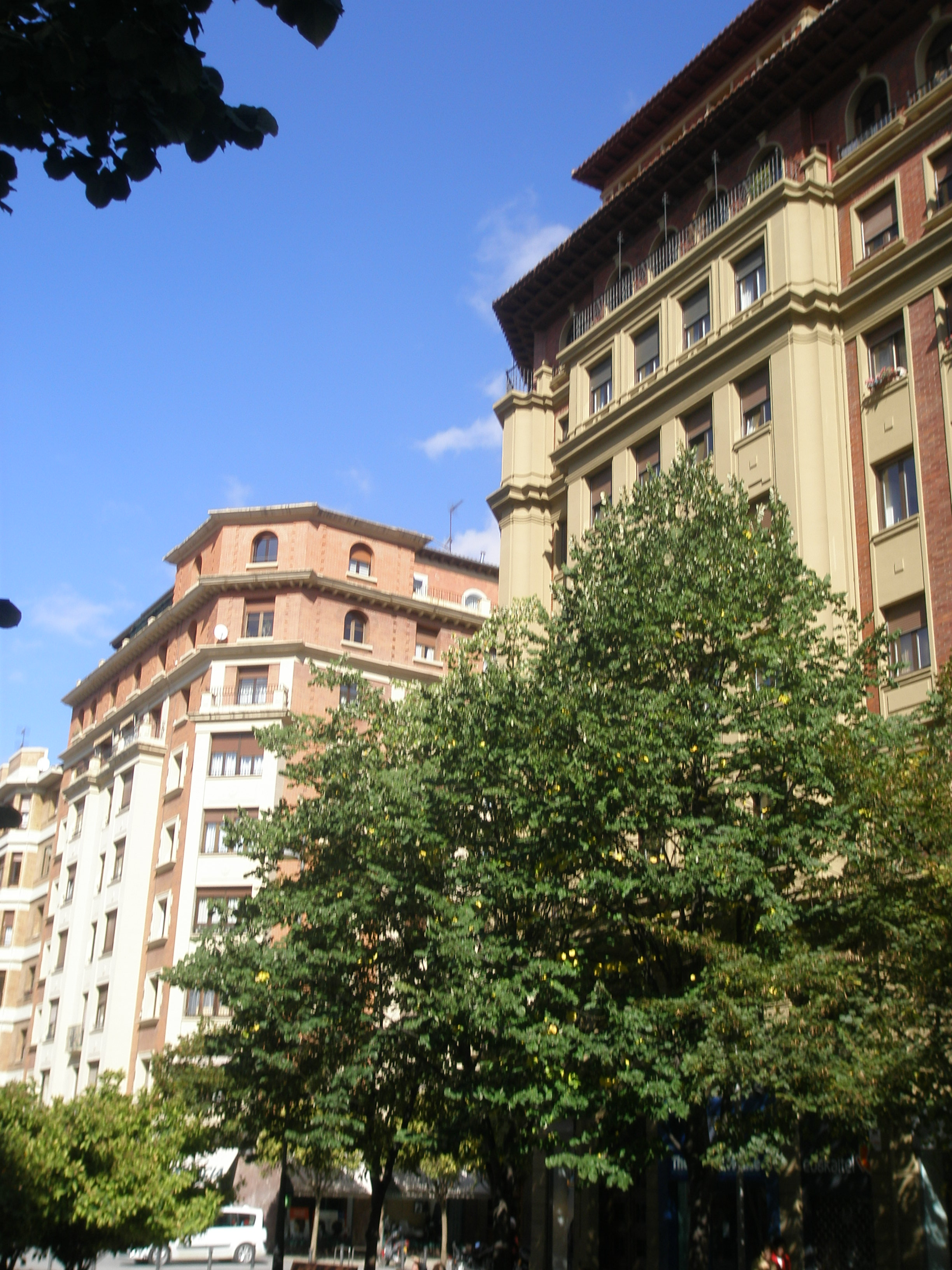
Vista de carrer II Ensanche
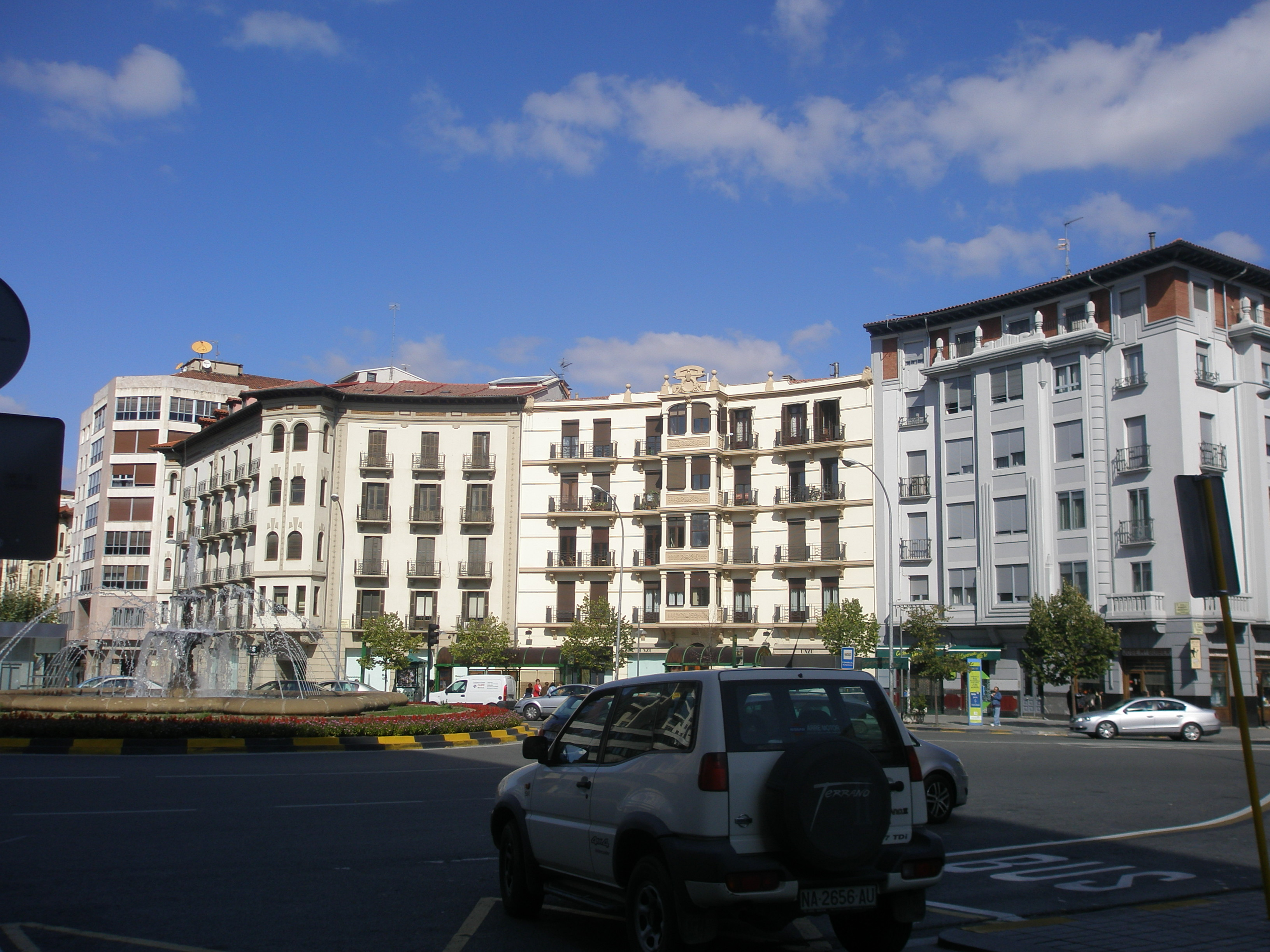
Plaça Merindades
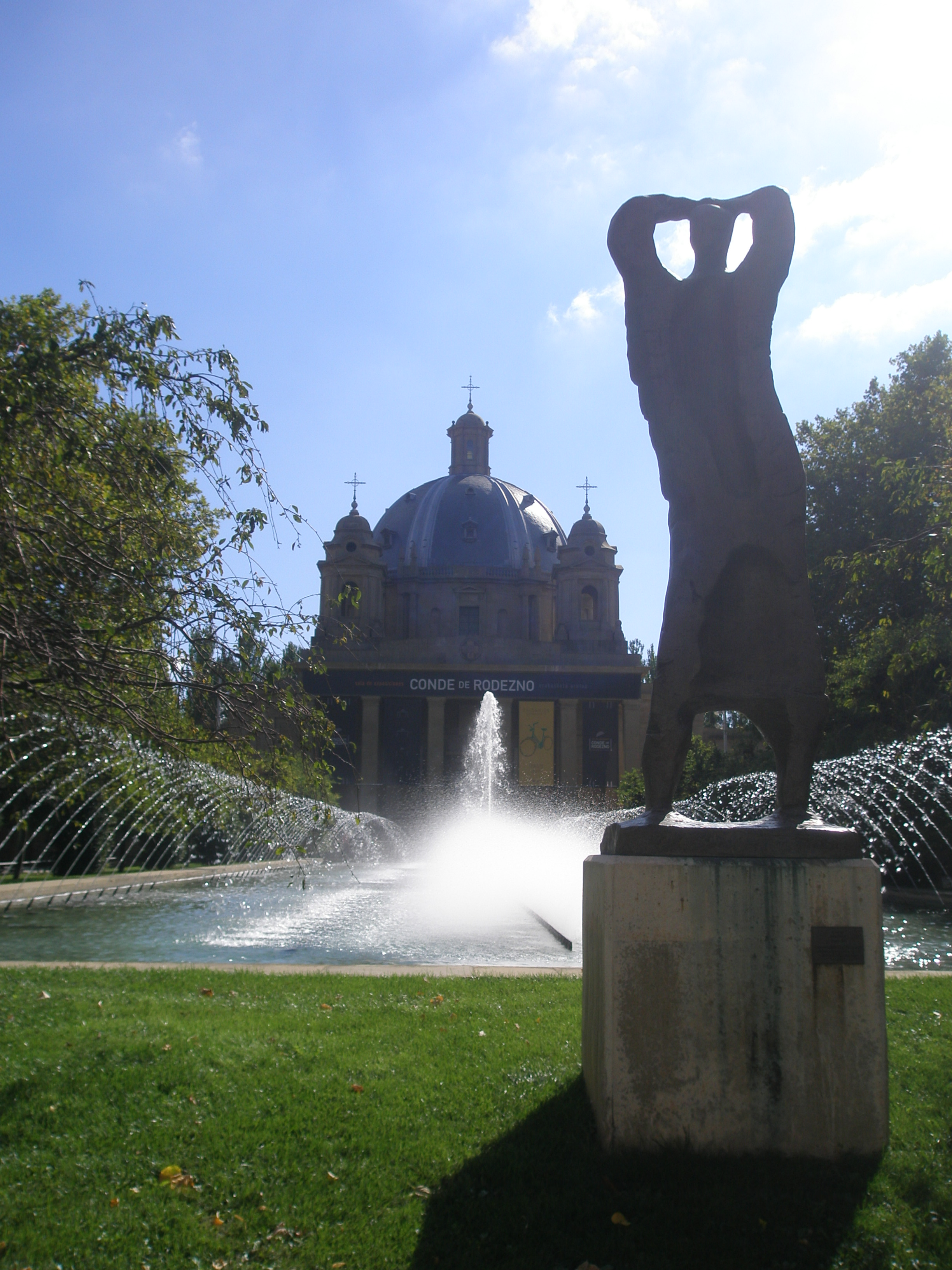
Plaça Conde Rodezno